# Omar Hamidou Tchiana
Omar Hamidou Tchiana (né le 18 juin 1970 à Kollo dans la région de Tillabéri ; également Oumarou Hamidou Ladan Tchiana) est un homme politique nigérien.

## Carrière politique
Omar Hamidou Tchiana a commencé sa carrière politique au sein du parti du Mouvement démocratique nigérien pour une fédération africaine (MODEN-FA Lumana Africa), présidé par Hama Amadou, et en est devenu le secrétaire général. Il est nommé ministre d'État chargé des Mines et du Développement industriel dans le gouvernement du président Mahamadou Issoufou du Parti nigérien pour la démocratie et le socialisme (PNDS-Tarayya) en septembre 2011.
En 2013, le président du MODEN FA Lumana Africa, Hama Amadou, a décidé de passer dans l'opposition. Tchiana refuse de suivre Hama Amadou, quitte le parti et reste au gouvernement. Il fonde son propre parti, l'Alliance des mouvements pour l’émergence du Niger (AMEN-AMIN), en 2015, qui lui conduit à l'Assemblée nationale lors des élections générales de 2016. Dans le gouvernement de Mahamadou Issoufou il change de département ministériel le 11 avril 2016 et devient ministre d'État aux Transports. Moussa Hassane Barazé est devenu le nouveau ministre des Mines et de l'Industrie.
En août 2018, Tchiana a révoqué le permis d'une entreprise de transport qui avait causé un accident qui a fait 29 morts. Lorsque sa décision a été annulée, il a démissionné de son poste de ministre en signe de protestation. En conséquence, son parti AMEN-AMIN a été exclu de la coalition au pouvoir. Omar Hamidou Tchiana s'est présenté comme candidat AMEN-AMIN à l'élection présidentielle de 2020. Auparavant, il a tenté en vain d'empêcher Mohamed Bazoum du PNDS-Tarayya de se présenter à la présidentielle en adressant une requête à la Cour constitutionnelle.